# 条裂龙胆
条裂龙胆（学名：Gentiana lacinulata）为龙胆科龙胆属下的一个种。

## 扩展阅读
維基物種上的相關：条裂龙胆